# Biella megye
Biella megye (olasz nyelven provincia di Biella, piemonti nyelven provincia ëd Bièla)  Piemont régió egyik megyéje. Lakosainak száma 187064. Nyugaton Valle d'Aostával határos, egyébként pedig Torino és Vercelli megyék közé ékelődik. Székhelye Biella.

## Történelem
Egy 1992-es törvény hozta létre, a működést azonban csak 1995-ben kezdte meg. Községeinek száma 82.

## Községek
- Ailoche
- Andorno Micca
- Benna
- Biella
- Bioglio
- Borriana
- Brusnengo
- Callabiana
- Camandona
- Camburzano
- Campiglia Cervo
- Candelo
- Caprile
- Casapinta
- Castelletto Cervo
- Cavaglià
- Cerreto Castello
- Cerrione
- Coggiola
- Cossato
- Crevacuore
- Crosa
- Curino
- Donato
- Dorzano
- Gaglianico
- Gifflenga
- Graglia
- Lessona
- Magnano
- Massazza
- Masserano
- Mezzana Mortigliengo
- Miagliano
- Mongrando
- Mosso
- Mottalciata
- Muzzano
- Netro
- Occhieppo Inferiore
- Occhieppo Superiore
- Pettinengo
- Piatto
- Piedicavallo
- Pollone
- Ponderano
- Portula
- Pralungo
- Pray
- Quaregna
- Quittengo
- Ronco Biellese
- Roppolo
- Rosazza
- Sagliano Micca
- Sala Biellese
- Salussola
- San Paolo Cervo
- Sandigliano
- Selve Marcone
- Soprana
- Sordevolo
- Sostegno
- Strona
- Tavigliano
- Ternengo
- Tollegno
- Torrazzo
- Trivero
- Valdengo
- Vallanzengo
- Valle Mosso
- Valle San Nicolao
- Veglio
- Verrone
- Vigliano Biellese
- Villa del Bosco
- Villanova Biellese
- Viverone
- Zimone
- Zubiena
- Zumaglia

### Fordítás
- Ez a szócikk részben vagy egészben  a   Provincia di Biella című olasz Wikipédia-szócikk fordításán alapul.  Az eredeti cikk szerkesztőit annak laptörténete sorolja fel. Ez a jelzés csupán a megfogalmazás eredetét és a szerzői jogokat jelzi, nem szolgál a cikkben szereplő információk forrásmegjelöléseként.